# Camptoptera minorui
Camptoptera minorui är en stekelart som beskrevs av Taguchi 1971. Camptoptera minorui ingår i släktet Camptoptera och familjen dvärgsteklar. Inga underarter finns listade.